# Défilé de voitures de bébés à la pouponnière de Paris
Pour plus de détails, voir Fiche technique et Distribution.
Défilé de voitures de bébés à la pouponnière de Paris est un court métrage documentaire muet français réalisé par Louis Lumière sorti en 1899 et produit par la Société Lumière.

## Description
Des voitures renfermant chacune un bébé défilent dans une promenade ; d’autres enfants plus grands défilent à pied un peu dans tous les sens.

## Fiche technique
- Titre original : Défilé de voitures de bébés à la pouponnière de Paris
- Titre en polonais : Parada wózków dzieciecych
- Réalisation : Louis Lumière
- Production : Société Lumière
- Lieu de tournage :  Pouponnière de Paris (aujourd'hui Centre maternel départemental de Porchefontaine) à Versailles
- Pays de production : France
- Vue no  : 1 099
- Genre : Documentaire
- Format : Court métrage — Muet — Noir et blanc - 1,30:1
- Durée : 46 s
- Date de réalisation : 1897
- Date de sortie :
  - France :  27 novembre 1899 à Lyon

## Sources
- Catalogue Lumière, « Défilé de voitures de bébés à la pouponnière de Paris » (consulté le 11 février 2024).
- Collection Lumière, « Film Lumière 4, , partition vidéo : 7 min 48 s », 1995 (consulté le 11 février 2024)